# Micropeza verticalis
Micropeza verticalis är en tvåvingeart som beskrevs av Cresson 1930. Micropeza verticalis ingår i släktet Micropeza och familjen skridflugor. Inga underarter finns listade i Catalogue of Life.